# Old Me
«Old Me» es una canción de la banda australiana de pop rock 5 Seconds of Summer. Se lanzó como el cuarto sencillo del cuarto álbum de estudio de la banda Calm el 21 de febrero de 2020, a través de Interscope Records.

## Antecedentes y lanzamiento
La canción se divulgó en las redes sociales de la banda el 19 de febrero de 2020, junto con una imagen que muestra a cada integrante de la banda cuando eran más niños. La pista se estrenó dos días después, como el cuarto sencillo del cuarto álbum de estudio de la banda Calm.

## Composición
Fue escrita por Luke Hemmings y Ashton Iwrin de banda junto a Ali Tamposi, Dre Moon, Andrew Watt, Ali Tamposi, Louis Bell, Billy Walsh y Brian Lee. El tema presenta como voz principal la de Luke Hemmings, quien interpreta las letras que hace referencia a su pasado y todo lo que sucedió en su vida para convertirse en lo que es hoy.

## Vídeo musical
El mismo día del estrenó de la canción, la banda publicó un video lírico en su canal oficial de Youtube. Mientras que el video musical de «Old Me», se estrenó el 10 de marzo de 2020, siendo dirigido por Hannah Lux Davis.

## Posicionamiento en listas
| Listas (2020)                    | Mejor posición |
| -------------------------------- | -------------- |
| Australia (ARIA)                 | 39             |
| Bélgica (Ultratop) Flanders      | 4              |
| Bélgica (Ultratop) Wallonia      | 8              |
| Irlanda (IRMA)                   | 70             |
| Lituania (AGATA)                 | 79             |
| Nueva Zelanda Hot Singles (RMNZ) | 3              |
| Países Bajos (Dutch Top 40)      | 29             |
| Países Bajos (Single Top 100)    | 61             |

## Certificaciones
| País (organismo certificador) | Certificación | Unidades certificadas |
| ----------------------------- | ------------- | --------------------- |
| Australia (ARIA)              | Oro           | 35 000                |
| Canadá (Music Canada)         | Oro           | 40 000                |

## Historial de lanzamiento
| País   | Fecha                 | Formato                      | Discográfica       | Ref    |
| ------ | --------------------- | ---------------------------- | ------------------ | ------ |
| Varios | 21 de febrero de 2020 | Descarga digital y Streaming | Interscope Records | [ 20 ] |